# Lester Young
Lester Willis Young, známý jako Lester Young (27. srpna 1909 Woodville, Mississippi, USA – 15. března 1959 New York City, New York, USA) byl americký jazzový saxofonista a klarinetista. V roce 1933 se stal členem skupiny Count Basieho. Později spolupracoval s dalšími hudebníky, jako byli Ben Webster, Gerry Mulligan nebo Kenny Clarke. Jeho bratr Lee Young byl bubeník.